# ニートtokyo
ニートtokyo（ニートとうきょう）は、2017年11月1日に運用が開始された日本のYouTubeチャンネルである。毎日夜9時前後、ヒップホップ関係者を中心に、数分間のノーカットインタビューを配信する。

## 概要
2017年の夏ごろ、ライター・編集者の山田文大が、ラッパーのSEEDAに「紙面では伝えられないメディアを始めたい」という相談を持ちかけたことがチャンネル開設の契機となった。SEEDAはそれまでもコンピレーションアルバムの『CONCRETE GREEN』シリーズでニュースクールのラッパーをフックアップしたり、日本でいちはやくクラウドファンディングによるアルバム制作を手掛けるなど、様々な新しい試みを行ってきたアーティストであった。
グリーンバックを背景に撮影が行われ、収録の際には一問一答形式で15本ほどの質問がなされる。作業の労力は極力抑えられており、1本あたりの収録時間は30分ほどである。質問の内容は海外のヒップホップメディアを参考としており、個人的な話題やイリーガルな話題に踏み込むこともある。SEEDAは、動画内の質問は「グーグルのガイドラインを読んで自分たちなりに解釈して、8〜9割くらいの自由度でやっている」ものであると答えている。
2021年4月10日にはX-Largeとのコラボレーションを行い、コラボレーションロゴをプリントしたTシャツと、総柄に落とし込んだドゥーラグを販売した。